# 1117 en santé et médecine
| Années de la santé et de la médecine : 1114 - 1115 - 1116 - 1117 - 1118 - 1119 - 1120    |
| Décennies de la santé et de la médecine : 1080 - 1090 - 1100 - 1110 - 1120 - 1130 - 1140 |

## Divers
- Bernard de Clairvaux, affaibli par ses excès ascétiques, est atteint d'une maladie grave et Guillaume de Champeaux l'autorise à se retirer pendant un an[1],[2].

## Fondations
- Fondation, hors les murs de Liège, d'une léproserie qui sera confiée en 1124, par le prince évêque Albéron Ier, aux chanoines et chanoinesses prémontrés de l'abbaye du Mont-Cornillon[3].
- Fondation de l'université de Parme[4].
- Guillaume II, comte de Nevers, fonde un hôpital dans les environs de Clamecy, sur la rive droite de l'Yonne[5].
- 1117-1118 : Mathilde d'Écosse, femme du roi d'Angleterre Henri Ier, fonde à Londres l'hôpital pour lépreux de St. Giles-in-the-Fields[6].

## Publication
- 1111-1117 : parution en Chine des vingt mille ordonnances du Sheng ji zong lu[7] (« Encyclopédie impériale de la médecine » ou « Recueil du soulagement sacré »).

## Personnalités
- 1111-1117 : fl. Kou Zongshi, fonctionnaire du service de santé de l'empereur Song Zhenzong et auteur du Ben cao yan yi (« Développement de matière médicale »), pharmacopée achevée en 1116[8].
- 1117-1118 : fl. Laurent, « signataire d'une charte de Saint-Nicolas d'Angers », serviteur d'un médecin nommé Jean (« famulus Joannis medici »), mais que Dubreuil-Chambardel présente, à tort selon Wickersheimer[9], comme étant le « disciple » de ce médecin[10].

## Décès
- Faritius (en) (né à une date inconnue), abbé d'Abingdon « qui concilia activement abbatiat et pratique de la médecine[11] » et qui, au service d'Henri Ier, roi d'Angleterre, assista en 1101 la reine Mathilde lors de ses premières couches[12],